# 1072 (numero)
Millesettantadue (1072) è il numero naturale dopo il 1071 e prima del 1073.

## Proprietà matematiche
- È un numero pari.
- È un numero composto da 10 divisori: 1, 2, 4, 8, 16, 67, 134, 268, 536, 1072. Poiché la somma dei suoi divisori (escluso il numero stesso) è 1036 < 1072, è un numero difettivo.
- È un numero ettagonale centrato.
- È un numero palindromo e un numero ondulante nel sistema posizionale a base 13 (646).
- È un numero odioso.
- È parte delle terne pitagoriche (804, 1072, 1340), (1072, 2010, 2278), (1072, 4221, 4355), (1072, 4425, 4553), (1072, 8946, 9010), (1072, 17940, 17972), (1072, 35904, 35920), (1072, 71820, 71828), (1072, 143646, 143650), (1072, 287295, 287297).

## Astronomia
- 1072 Malva è un asteroide della fascia principale del sistema solare.
- NGC 1072 è una galassia nella costellazione della Balena.
- IC 1072 è una galassia nella costellazione della Vergine.

## Astronautica
- Cosmos 1072 è un satellite artificiale russo.